# Literarisches Österreich
Literarisches Österreich ist die Zeitschrift des Österreichischen Schriftstellerverbandes. Sie erschien anfänglich vierteljährlich, gegenwärtig halbjährlich und seit 2010 erscheint zusätzlich ein Themenheft pro Jahr. Vornehmlich enthält die Zeitschrift auf bis zu ca. 98 Seiten Rezensionen über literarische Neuerscheinungen in Österreich. Darüber hinaus werden in jeder Nummer zumeist kürzere Essays österreichischer Schriftsteller abgedruckt, etwa von Alfred Warnes, Gertrud Fussenegger, Ilse Tielsch, Klaus Ebner, Doris Mühringer, Elfriede Haslehner, Hannes Vyoral und Manfred Chobot.
Für den Inhalt der Zeitschrift zeichnet Christian Teissl verantwortlich.